# Curt Seibert
Curt Seibert (Pseudonym Cubert; 12. Februar 1898 in Saarbrücken – 12. April 1975 in Berlin) war ein deutscher Offizier, Journalist und Autor.

## Leben
Seine Eltern waren der Richter und zuletzt Senatspräsident am Oberlandesgericht Hamm Gustav Seibert und die Schriftstellerin Liesbet Dill. Sein Bruder war der Bundesrichter Claus Seibert.
Seibert war von 1915 bis 1919 aktiver Offizier. Im Krieg erlitt er eine schwere Kampfgasvergiftung. Nach dem Krieg nahm er ein Studium auf. Daneben arbeitete Seibert an der Verfilmung von Romanen seiner Mutter, Virago, Die Spionin und Lolotte.
Ab 1922 schlug er eine Laufbahn als freier Schriftsteller ein. Von 1927 bis 1933 war er Chefredakteur bei Wolffs Telegraphischem Bureau, zwischenzeitlich auch Werbeleiter bei Adam Opel. Ab 1939 leistete er Wehrdienst, zuletzt als Major im OKW. Nach dem Krieg war er Rundfunkkommentator und Mitarbeiter bei RIAS und dem Sender Freies Berlin.
Seibert erhielt Kriegsauszeichnungen in beiden Weltkriegen. Er veröffentlichte zahlreiche Bücher mit hohen Auflagen, u. a. Grotesken, Lustspiele und Kriminalromane.

## Werke
- Ein Titel ist zu vergeben. Sportroman. Aufwärts-Verlag Berlin, 1936.
- Aufschneiderei. Heitere Geschichten. Carl Stephenson Verlag Berlin, 1941.